# マイアミ族
マイアミ族（Miami）とはアメリカ合衆国に先住するインディアン部族である。
「マイアミ」とは、オジブワ族の言葉の「オマウメグ（半島上部の民）」が由来とされる。伝統的な自称は「ツィートゥウィー」で、これは鶴の鳴き声に由来する。

## 歴史
腰布ひとつの風俗から、白人入植者からは「ネイキッド・インディアン（裸のインディアン）」と呼ばれた。鶴の鳴き声を示す「タワタワ族」とも呼ばれた。「タワタワ」はその後、白人に「裸」の意味と混同されていった。
アルゴンキン語族に属するマイアミ族は、イリニ族と同種族で同盟を築いていた。元々、17世紀に4,500人ほどのマイアミ族がインディアナ州からオハイオ州、イリノイ州及びミシガン州の南部とミシガン湖周辺に居住していたが、19世紀に白人に強制移住させられ、現在ではインディアナ州とオクラホマ州、オハイオ州に分散している。
1650年フランスの毛皮商人がやって来た時、マイアミ族はイロコイ連邦の攻撃にあっていた。イロコイ族の征服から逃げるためマイアミ族は1660年イリニ族がいるミシシッピ川の西に動いていった。 その後1680年に、マイアミ族はミシガン湖の南端に戻って動き始めた。 フレンチ・インディアン戦争の際にはフランス側に付き、1790年代、アメリカ革命（アメリカ独立戦争）が起きた時は、マイアミ族を代表してリトルタートル酋長の指導で、イギリスと同盟を結び、イギリスと共に戦いアメリカ軍と戦った。この同盟はリトルタートル酋長がグリーンビル条約に署名した1795年まで続いた。グリーンビル条約はマイアミ族の土地を白人が没収するという不公平条約だった。アメリカは独立後、1820年までマイアミ族の土地を次々に武力を背景に没収して行った。 1846年に生き残りの部族の者達はカンザス州に追いやられ、更に1870年代にオクラホマ州に強制移住させられた。

## 現在
現在、オクラホマ州のマイアミ族のみが、アメリカ連邦政府に部族公認され、「保留地（Reservation）」を領有している。
インディアナ州のマイアミ族部族会議は1980年から、オハイオ州のマイアミ族部族会議は1979年から連邦政府に部族の再認定を要求しているが、30年を経た現在も未だに公式認定を受けられないでいる。